# The Assembly
De Britse electro-popgroep The Assembly is opgericht door ex-Depeche Mode-lid Vince Clarke.
Na het ter ziele gaan van het duo Yazoo vormde hij The Assembly met Eric Radcliffe. Het nummer "Never Never" werd als single uitgebracht in 1983 en ingezongen door de Noord-Ierse ex-Undertones-zanger Feargal Sharkey, bekend van zijn latere solohit was "A Good Heart". Later richtte Clarke Erasure op.
Tijdens het festival "Mute Short Circuit" in mei 2011, gehouden in Londen en georganiseerd door Mute Records, kwam als verrassing tijdens een optreden van Erasure "The Assembly" nog een keer bij elkaar voor een optreden in originele bezetting.